# Дивна історія доктора Джекіла і містера Хайда (фільм, 1985)
«Дивна історія доктора Джекіла і містера Хайда» (рос. «Странная история доктора Джекила и мистера Хайда») — радянський художній фільм 1985 року, режисера Олександра Орлова, знятий за мотивами повісті «Химерна пригода з доктором Джекілом та містером Гайдом» Роберта Льюїса Стівенсона.

## Сюжет
Доктор Джекіл складає заповіт на користь загадкового містера Хайда. Нотаріус Аттерсон, підозрюючи, що доктору загрожує небезпека, намагається з'ясувати істину. Виявляється, містер Хайд користується необмеженою довірою доктора Джекіла, слуги доктора виконують всі його розпорядження. А сам доктор Джекіл поводиться все більш дивно і підозріло — спілкується з нотаріусом тільки через вікно, а потім взагалі на кілька днів замикається у себе в кабінеті. Нарешті Аттерсон і слуга доктора вирішують зламати двері в його кабінет, але знаходять там лише тіло Хайда, який покінчив з собою. Доктор Джекіл зник безслідно, залишивши лише лист з розгадкою своєї страшної таємниці…

## У ролях
- Інокентій Смоктуновський —  доктор Джекіл
- Олександр Феклістов —  містер Хайд
- Анатолій Адоскін —  Аттерсон
- Олександр Лазарев —  Леньон
- Бруно Фрейндліх —  Пул
- Алла Будницька —  Діана
- Едуард Марцевич —  Невіл
- Леонід Сатановський —  Ньюкомен
- Олександр Вокач —  Керью
- Олександр Кирилов —  Гест
- Тетяна Окуневська —  стара
- Микола Денисов —  Джекіл в молодості
- Олена Майорова —  епізод
- Людмила Ксенофонтова —  епізод
- Олена Івочкина —  епізод

## Знімальна група
- Режисер — Олександр Орлов
- Сценаристи — Георгій Капралов, Олександр Орлов
- Оператор — Валерій Шувалов
- Композитор — Едуард Артем'єв
- Художник — Ігор Лемешев